# Olga Wassiljewna Lepeschinskaja

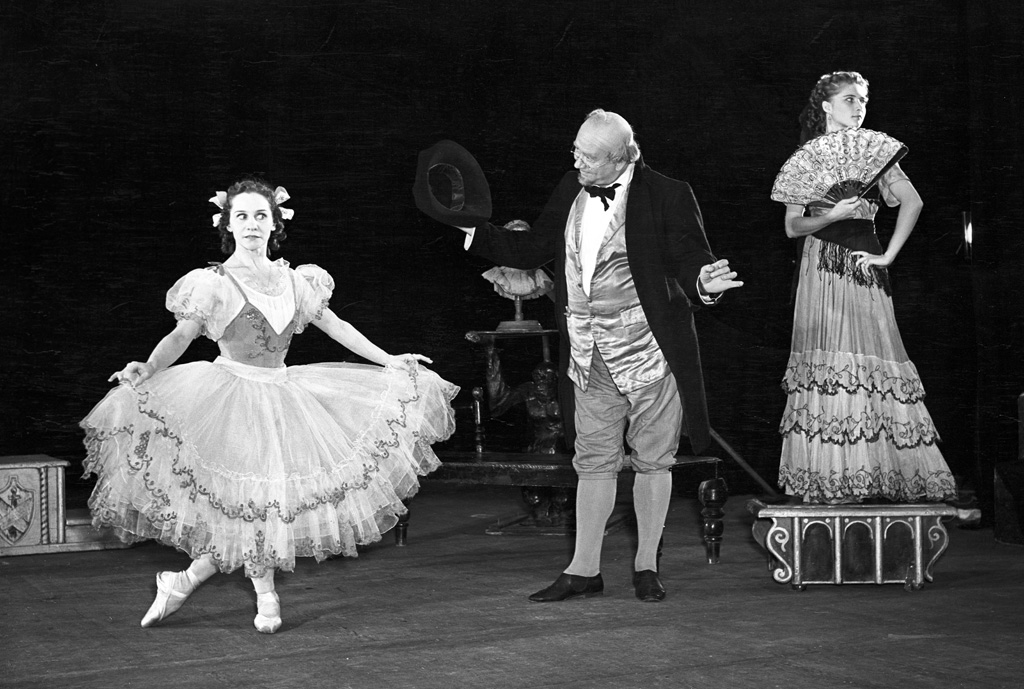
Lepeschinskaja, Alexander Radunski, I. Wassiljewa in Coppélia, 1957

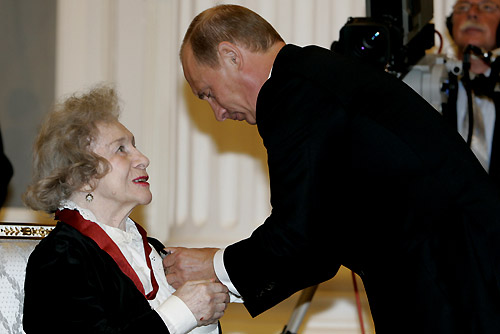
Lepeschinskaja im Oktober 2006 bei der Verleihung des Verdienstorden für das Vaterland durch Wladimir Putin im Kreml

Olga Wassiljewna Lepeschinskaja (russisch Ольга Васильевна Лепешинская; * 15.jul. / 28. September 1916greg. in Kiew; † 20. Dezember 2008 in Moskau) war eine russische Primaballerina.

## Leben
1933 absolvierte Lepeschinskaja die Moskauer Choreographieschule und begann ihre Karriere am Bolschoi-Theater. 1941 war sie unter den ersten Trägern des Stalinpreises für die Rolle der Kitri im Ballett Don Quixote. Während des Großen Vaterländischen Krieges trat sie häufig an der Front auf. Nach dem Krieg setzte sie ihre Tätigkeit am Bolschoi-Theater fort. Unter anderem war sie in Prokofjews Cinderella und in Glières Roter Mohn zu sehen. 1951 wurde ihr die Auszeichnung Volkskünstlerin der UdSSR verliehen.
1963 beendete sie ihre Karriere als Balletttänzerin und widmete sich fortan der pädagogischen Tätigkeit. Unter anderem arbeitete sie zehn Jahre lang an der Komischen Oper Berlin. Für diese Tätigkeit wurde sie 1975 in der DDR mit dem Vaterländischen Verdienstorden in Gold ausgezeichnet.
Seit 1991 leitete sie die Russische Choreographie-Assoziation.
Lepeschinskaja war dreimal verheiratet. Ihre erste Ehe mit dem Filmregisseur Ilja Trauberg (1905–1948) wurde kurz vor dem Zweiten Weltkrieg geschieden, Ihr zweiter Ehemann Leonid Raichman (1905–1990) war bis zu seiner Verhaftung 1951 General der Geheimpolizei NKWD. Mit dem Armeegeneral Alexei Antonow war sie danach verheiratet; er starb 1962. Alle Ehen blieben kinderlos. Lepeschinskaja verstarb am 20. Dezember 2008 in Moskau.

## Filmografie
- 1981: Darf ich Petruschka zu dir sagen?